# واردور (دژ)
واردور (انگلیسی: Wardour Castle) قلعه‌ای ویران در ویلتشر واقع در جنوب انگلستان است. این دژ در سال ۱۶۴۴ میلادی ویران گردید.

## نگارخانه

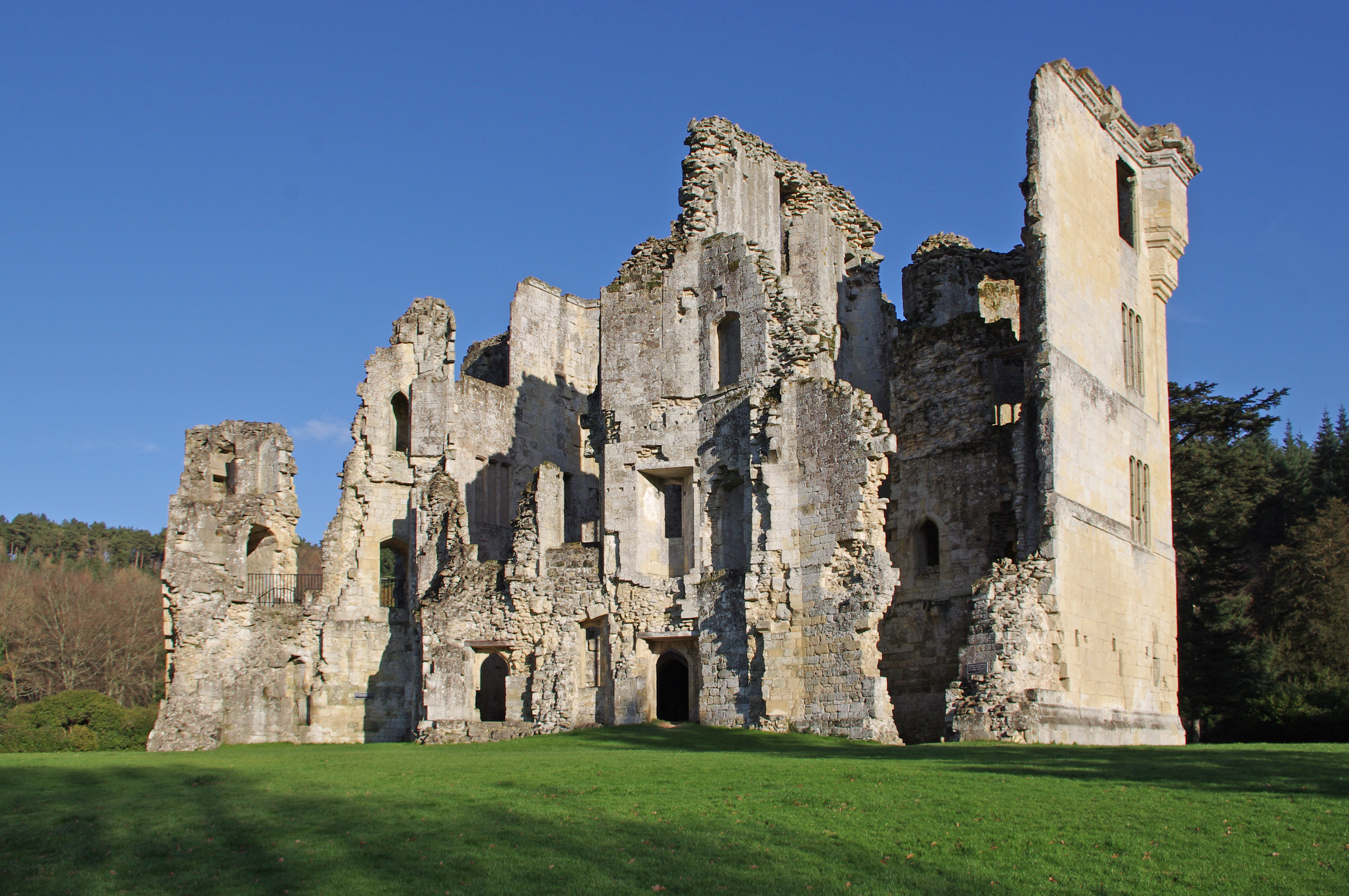
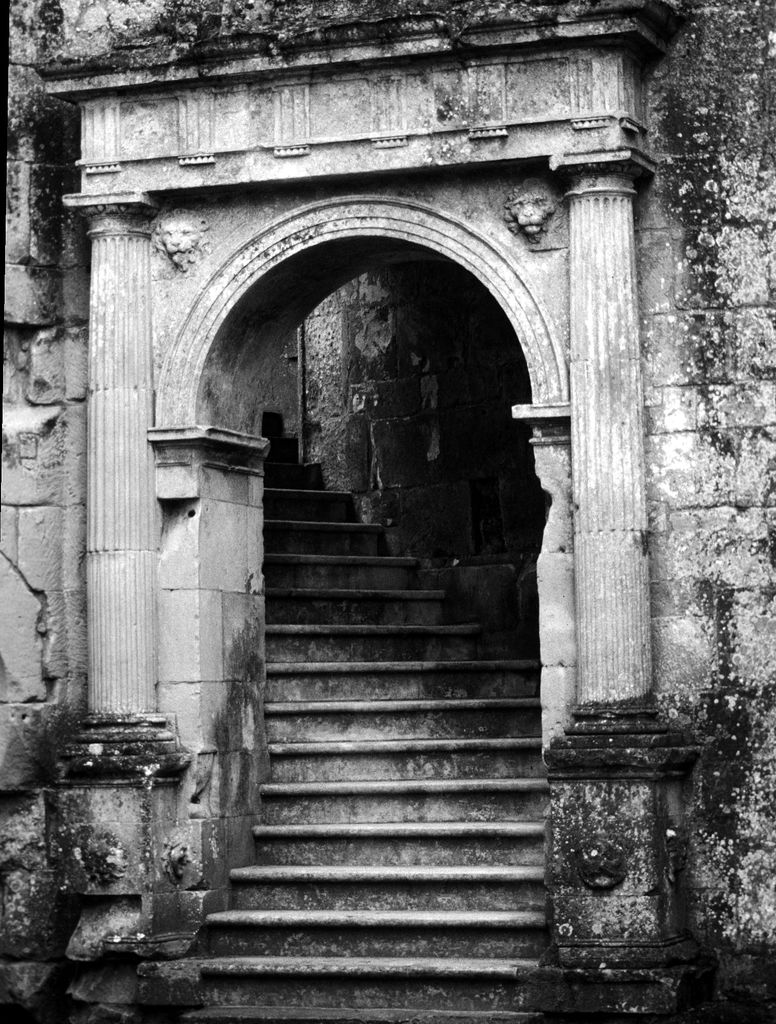
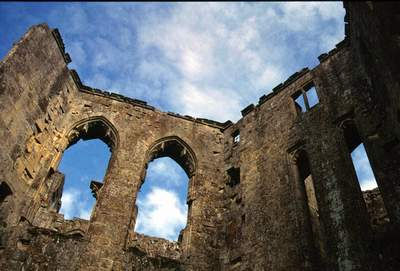
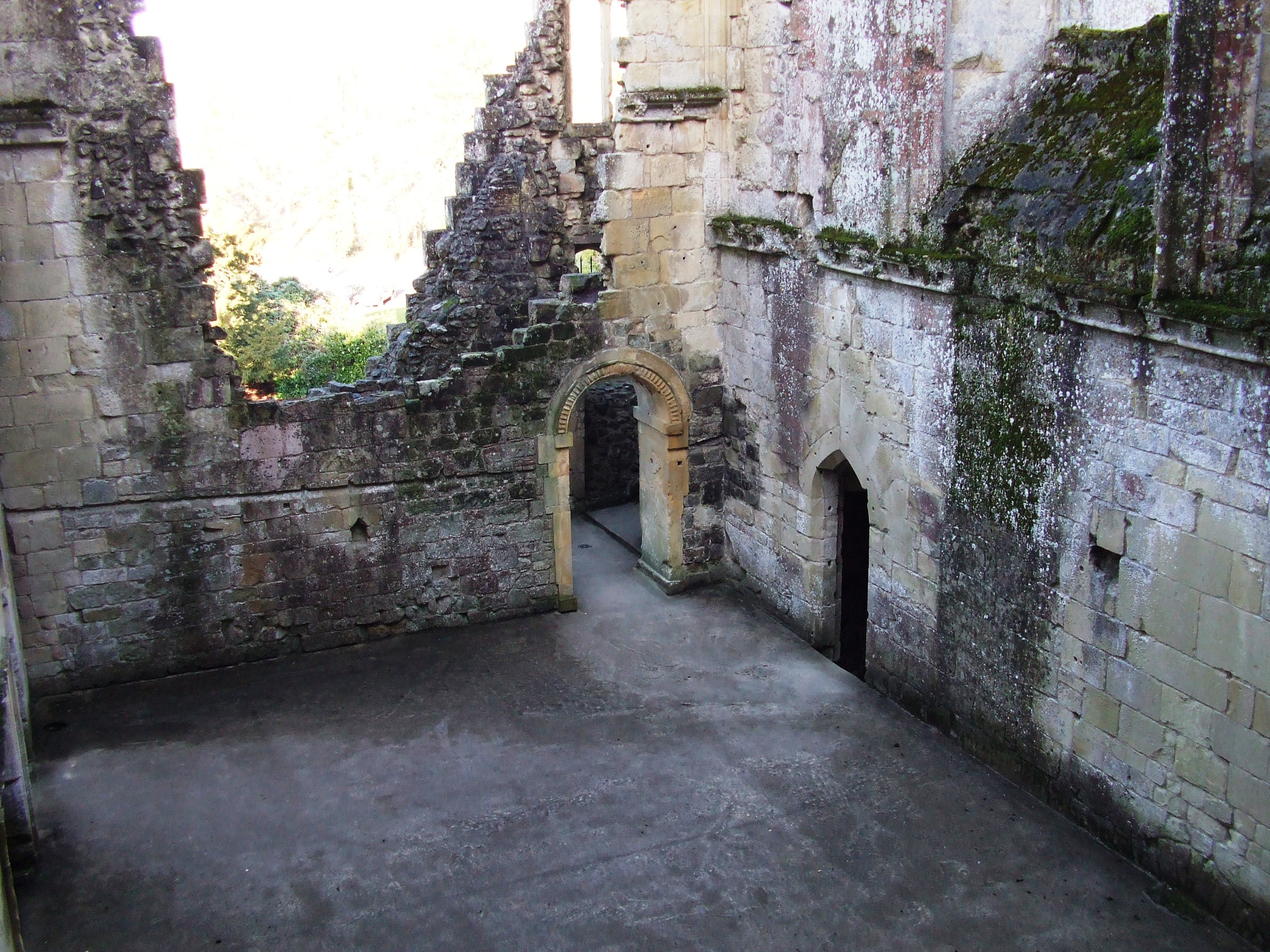
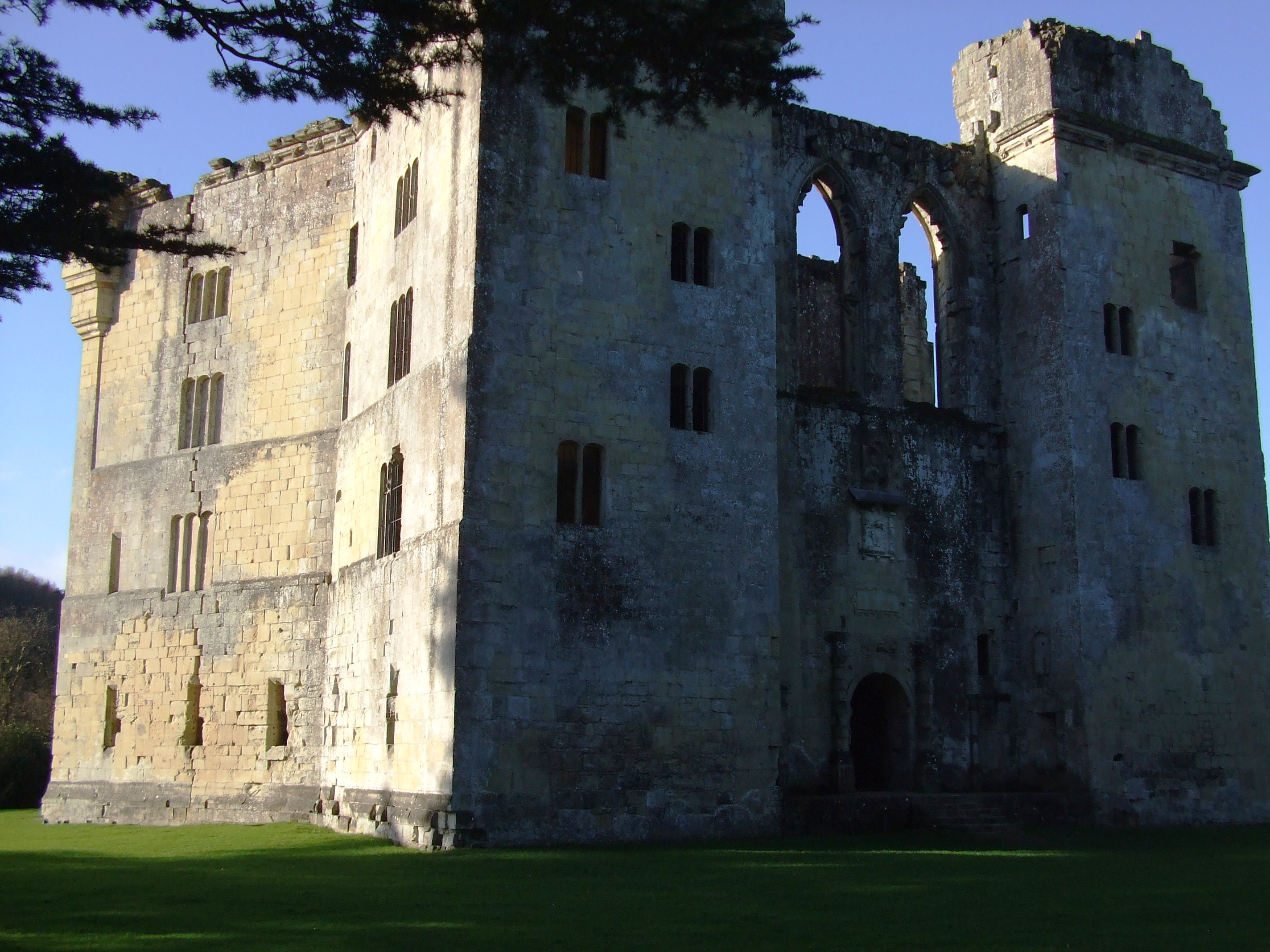
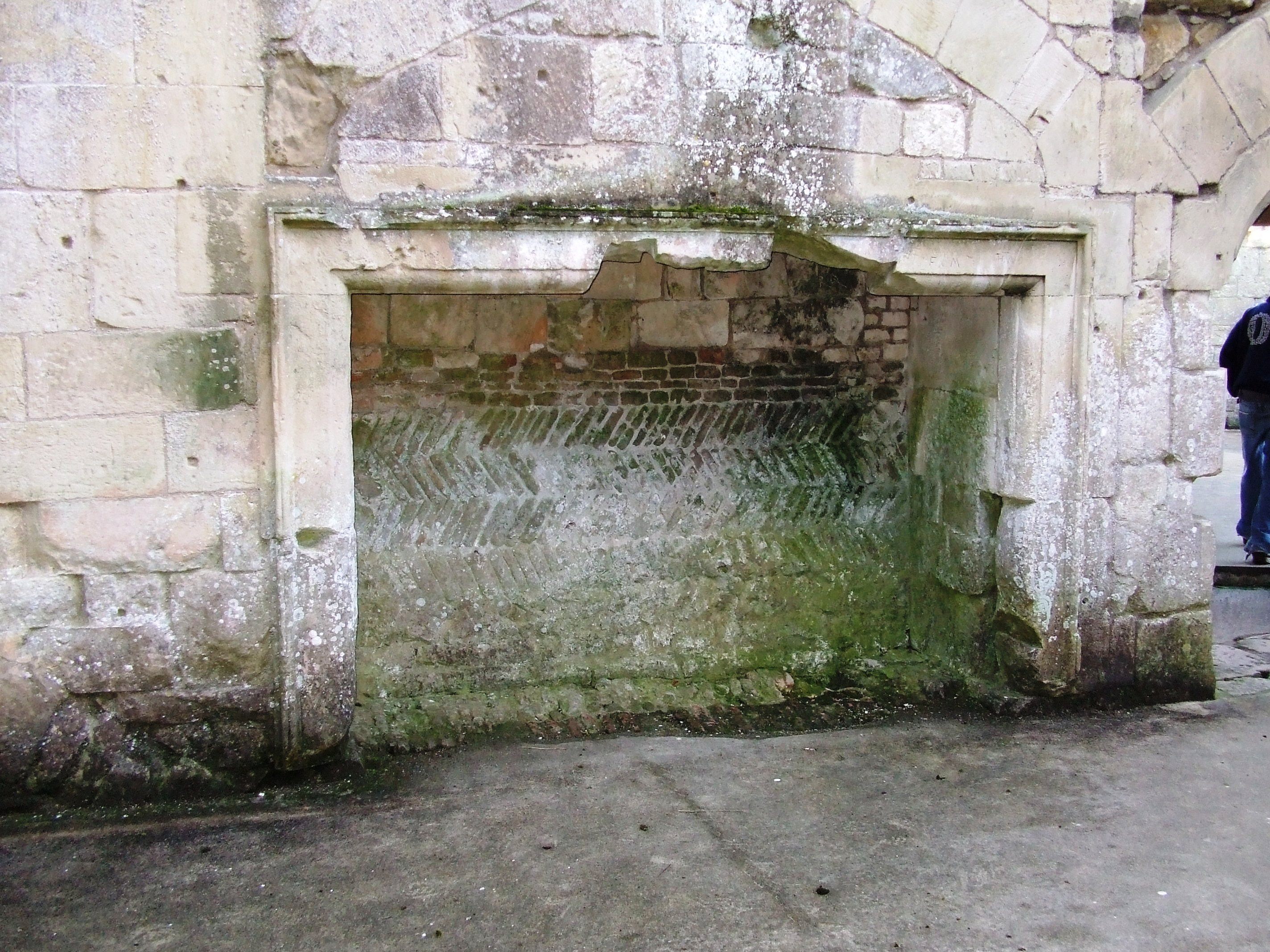
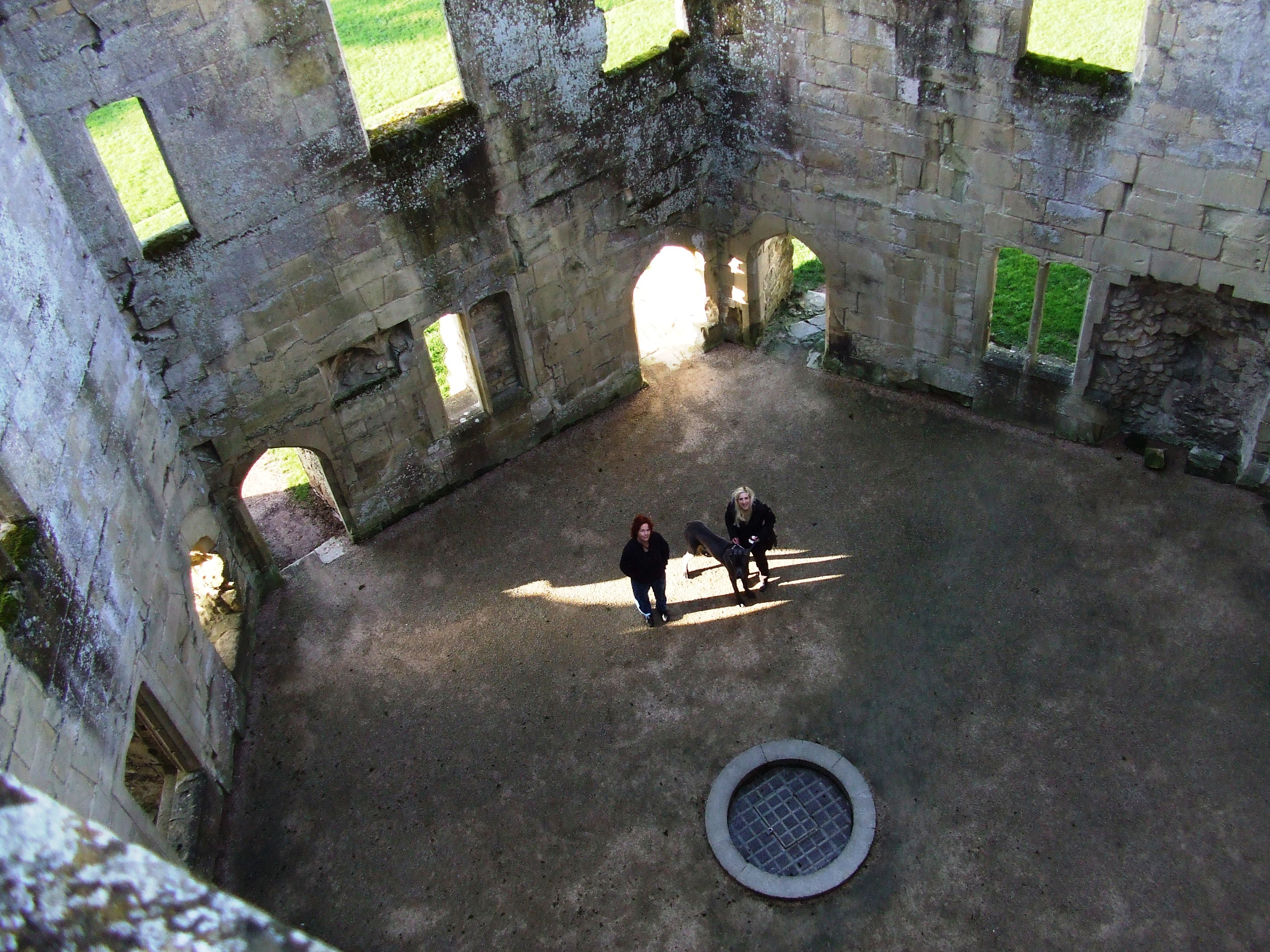
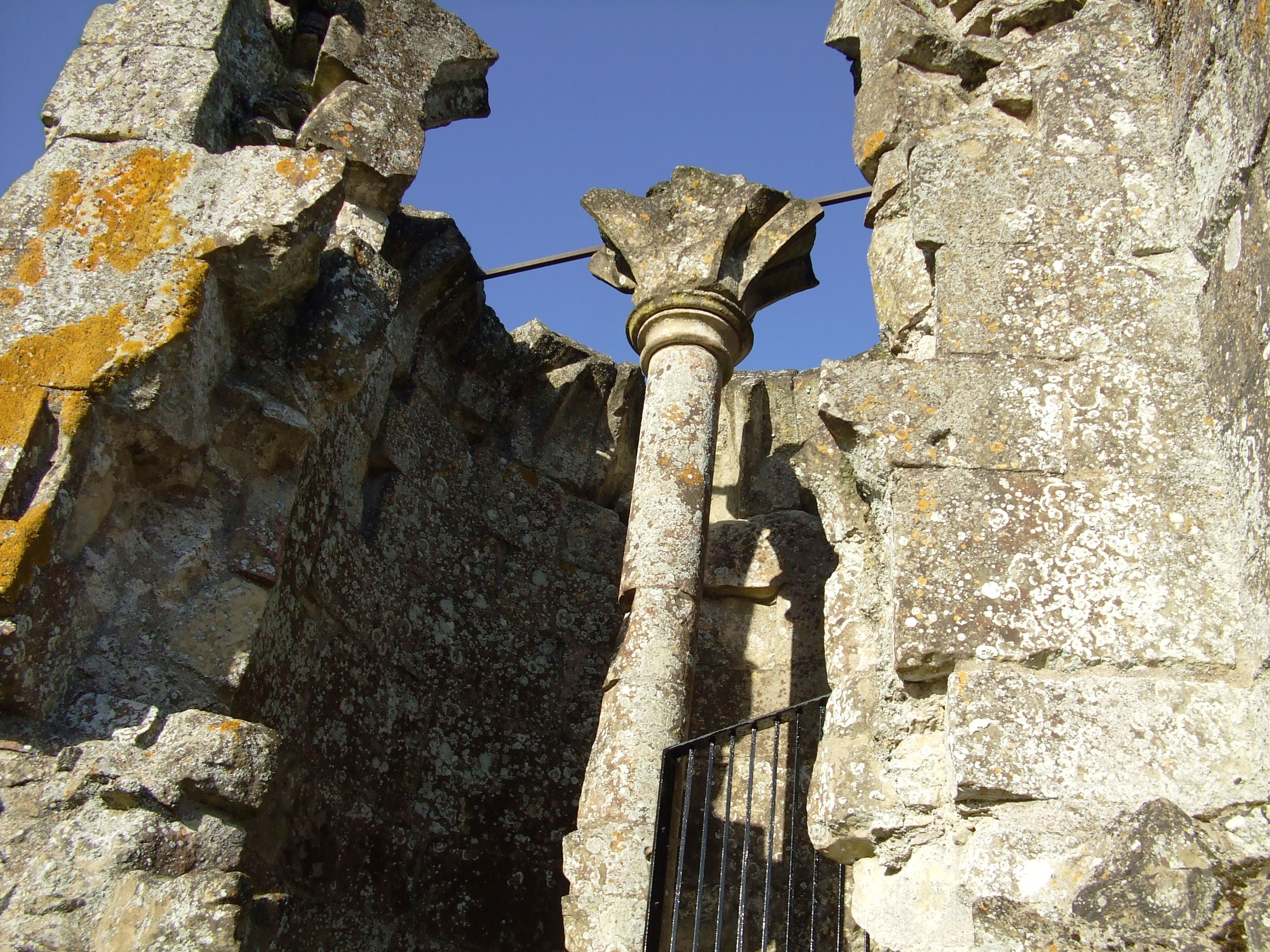
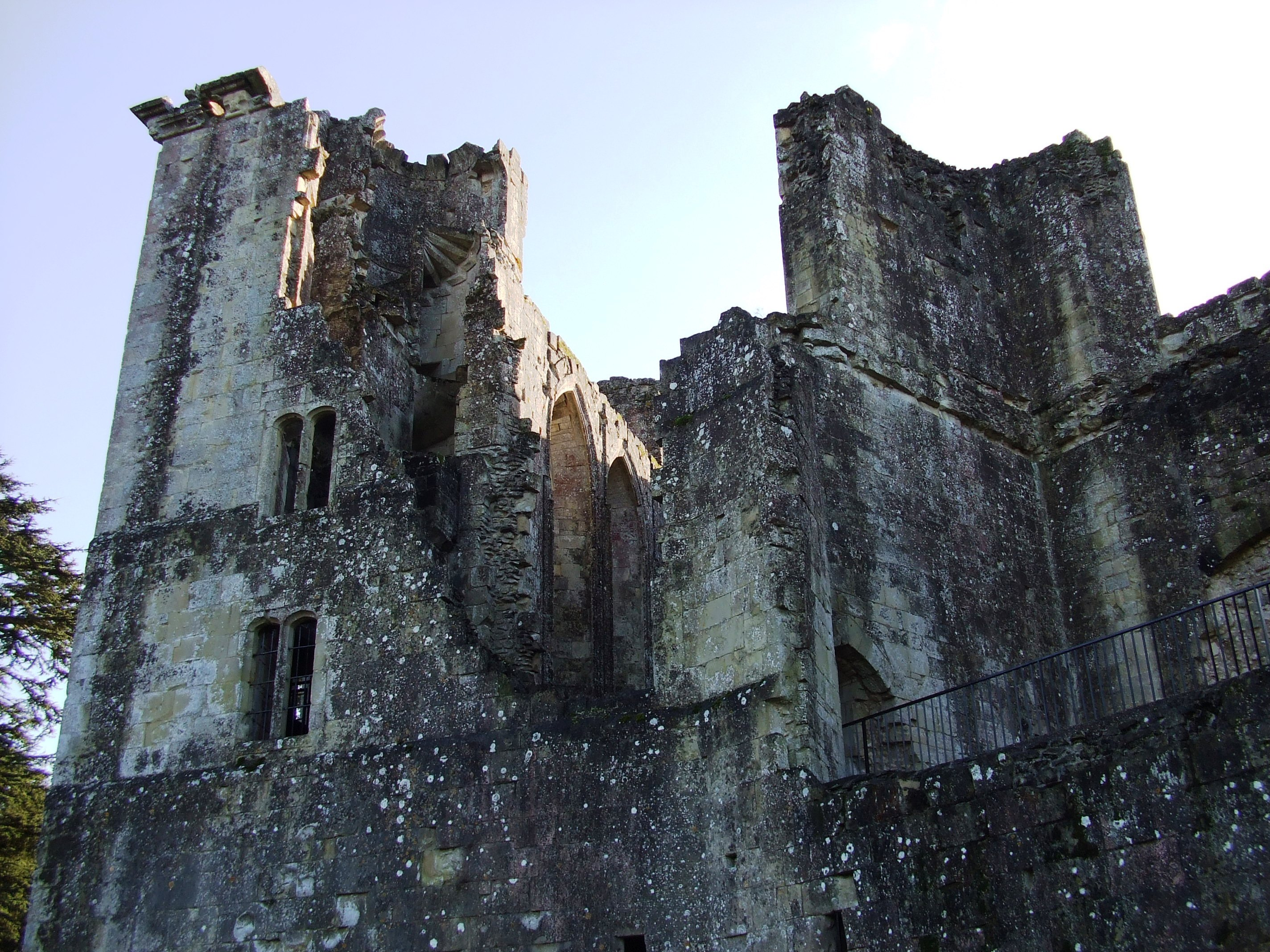
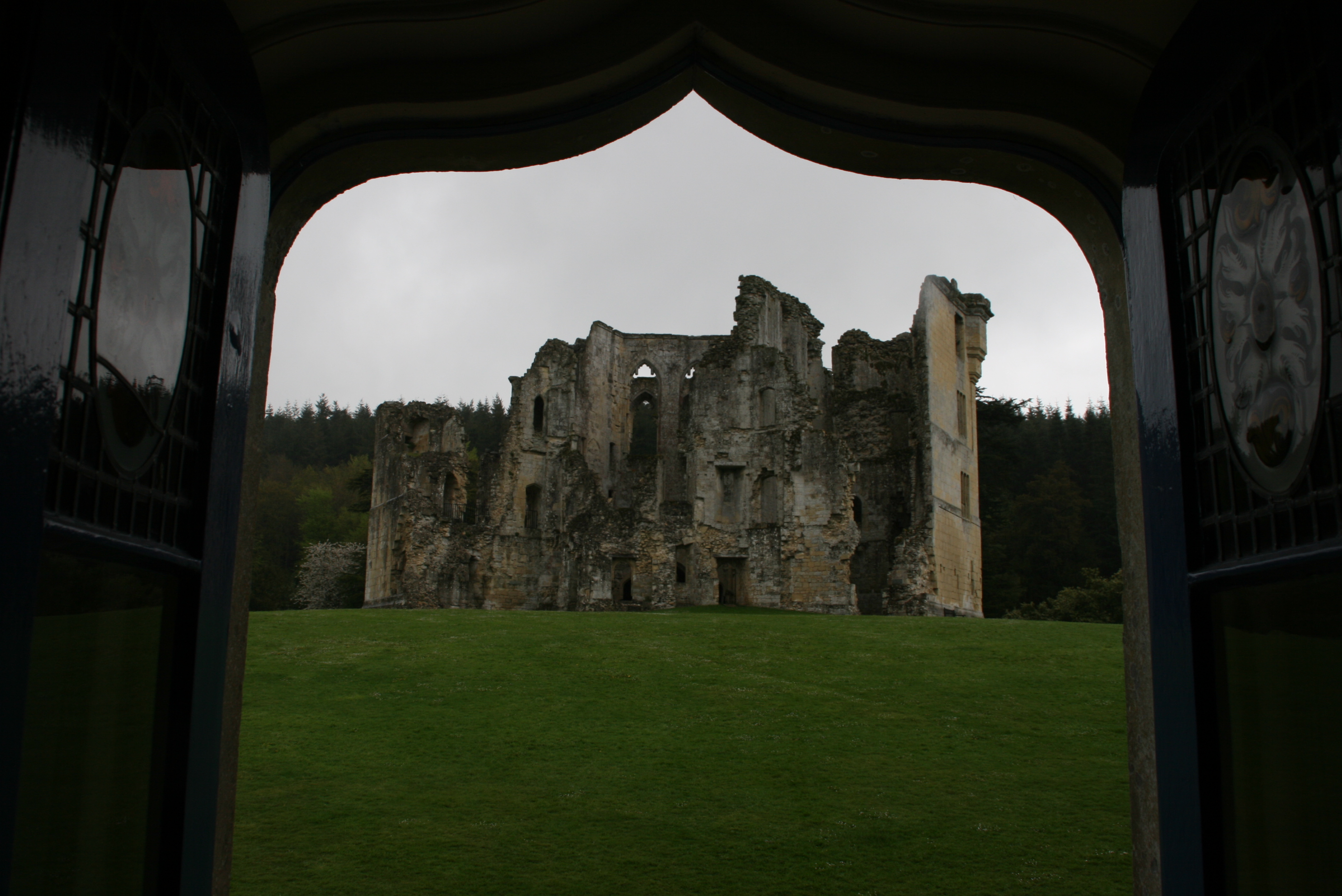